# Largo (muziek)
Largo is een van oorsprong Italiaanse muziekterm die het tempo aangeeft waarin gespeeld moet worden. Largo betekent "breed", wat voor bijvoorbeeld de strijkers wil zeggen dat zij breed en zeer langzaam en gedragen moeten strijken. Largo behoort tot de zeer langzame tempi. Het metronoomgetal komt neer op 40 tot 60, dus 40 tot 60 tellen per minuut.
Er is een aantal tempo-aanduidingen sterk verwant aan en/of afgeleid van largo, dit zijn:
- Largamente, betekent vrijwel hetzelfde als largo.
- Larghetto, minder langzaam dan largo.
- Larghissimo, langzamer dan largo.